# Quận Bastrop, Texas
'Quận Bastrop (tiếng Anh: Bastrop County) là một quận trong tiểu bang Texas, Hoa Kỳ. Quận lỵ đóng ở thành phố Bastrop.